# Ernst Friedrich Zwirner
Pour les articles homonymes, voir Zwirner.
Ernst Friedrich Zwirner, architecte allemand, né le 28 février 1802 à Jakobswalde aujourd'hui Kotlarnia, en Silésie prussienne, mort le 22 septembre 1861 à Cologne.

## Histoire
Destiné d'abord  à l'industrie métallurgique par son père, qui était inspecteur de forges, il manifesta quelque aptitude pour ce genre d'occupation, mais son goût pour l'architecture l'emporta, et après avoir fait de bonnes études classiques, il passa à l'école spéciale d'architecture de Breslau. Il y resta jusqu'à l'âge de dix-neuf ans. Trois ans plus tard, et après s'être procuré des ressources au moyen de ses premiers travaux, il vint à Berlin pour s'y perfectionner en prenant part aux cours de l'académie royale d'architecture et de l'université. Il donna quatre ans à ces études complémentaires, et fut ensuite attaché comme auxiliaire à l'administration supérieure de l'architecture. Il avait donné une première preuve d'habileté en reconstruisant, sur les dessins du grand architecte Karl Friedrich Schinkel, l'hôtel de ville de Kolberg (de), et il concourut à l'exécution des plans les plus importants de son maître.
C'est en 1833 qu'il fut appelé à Cologne à la place d'Ahlert, uniquement d'abord pour faire à la cathédrale des réparations urgentes. Mais son génie lui fit concevoir un plus grand dessein, celui de l'achèvement et de la complète restauration de ce monument d'un si grand intérêt historique. Il est vrai que l'artiste avait trouvé un puissant auxiliaire d'abord  dans le sentiment des populations, ensuite dans l'appui d'un prince qui aimait les arts, Frédéric-Guillaume de Prusse, depuis roi de Prusse. À son avènement, une société de la construction du Dom, ou cathédrale (Dombauverein), protégée par le nouveau souverain, se forma à Cologne en vue de l'achèvement de cette grande construction des âges écoulés.
L'Allemagne et même l'étranger s'associèrent à ce projet, les dons affluèrent ; le roi s'imposa pour une somme annuelle de cinquante mille thalers francs, et le 4 septembre 1842 eut lieu la seconde fondation de la cathédrale. Dirigés par Zwirner, les travaux furent continués depuis sans interruption. Le roi Frédéric-Guillaume put poser lui-même en 1854 la clef de voûte du portail du nord. L'auteur de l'écrit l'Itinéraire des bords du Rhin rapporte qu'à cette date le chœur était terminé ; que les transepts étaient achevés ; que les piliers intérieurs de la nef s'élevaient à toute leur hauteur ; enfin, que l'on travaillait activement à la voûte et aux tours. Comme toute grande entreprise, celle-ci a son journal, le Domblatt (feuille de la cathédrale), pour stimuler les dons des catholiques de tous les pays, mais celui qui aura le plus contribué à l'œuvre par ses plans et dessins c'est Zwirner. Ils ont figuré à l'exposition universelle de 1885.
Dans un écrit dont il est l'auteur et ayant pour titre : le Passé et l'avenir de la cathédrale de Cologne, il a exprimé et figuré, par ses dessins, ses idées au sujet de cette grande restauration. On doit encore à Zwirner les plans de divers autres monuments, tels que : l'église Saint-Apollinaire de Remagen ; le chœur de la chapelle du château de Schwerin ; le château du baron de Fürstenberg à Herdringen et d'autres demeures seigneuriales. Zwirner mourut le 22 septembre 1861 ; il avait le titre de conseiller intime du gouvernement. Il est inhumé au Melaten-Friedhof.

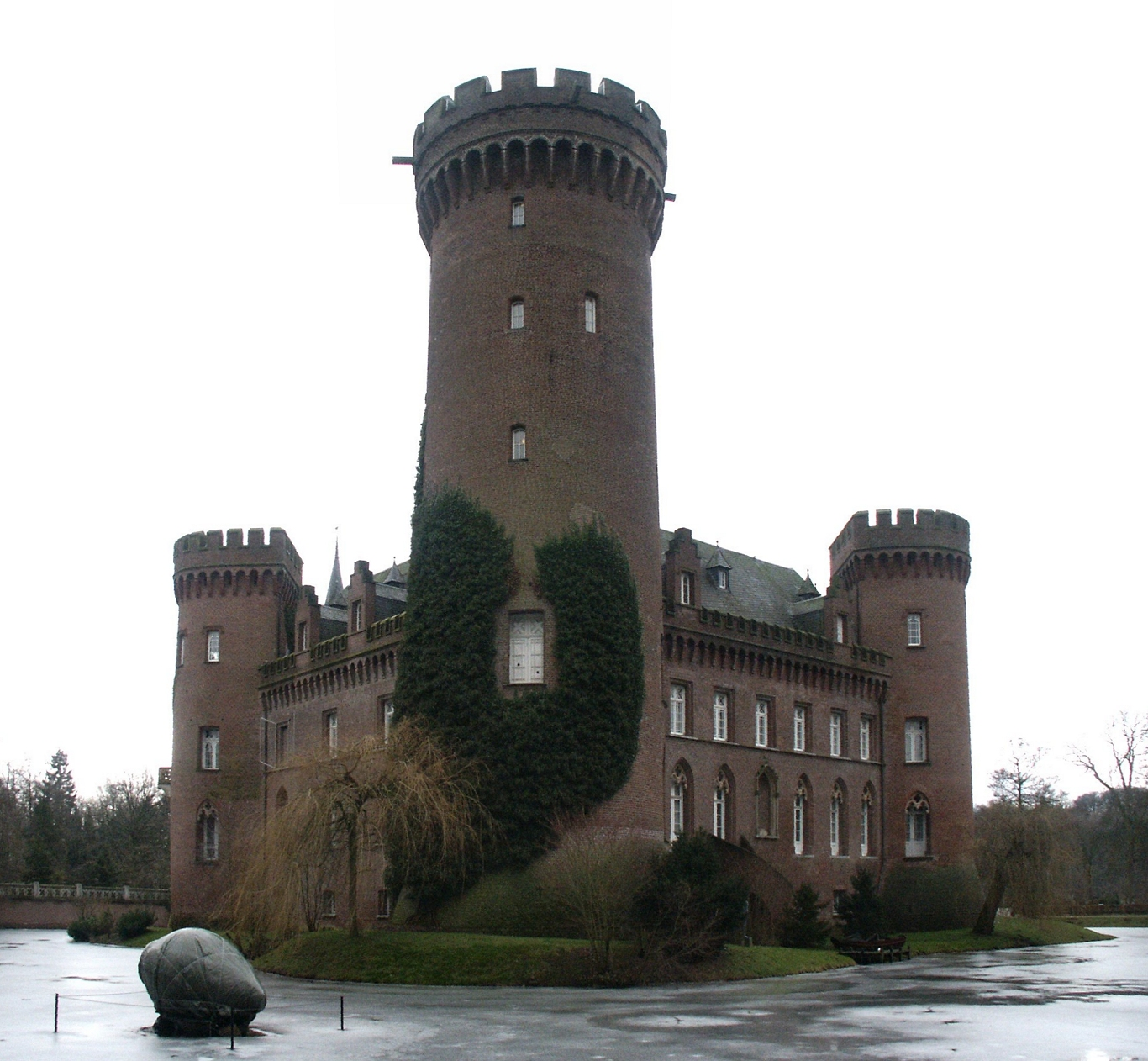
Porte du château de Moyland (de)
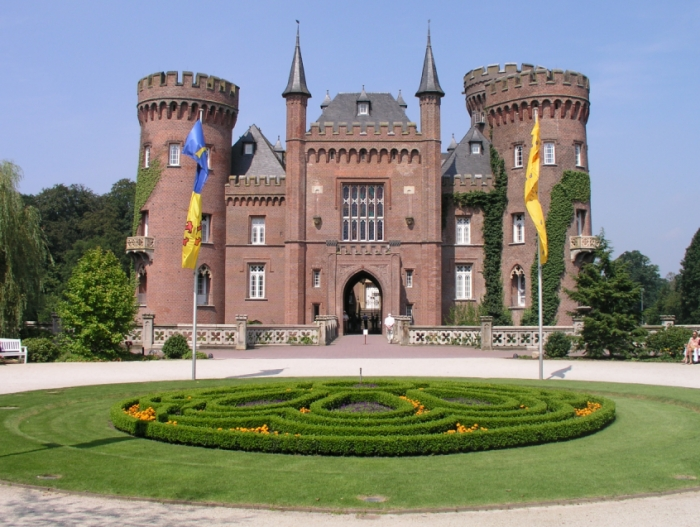
Le château de Moyland
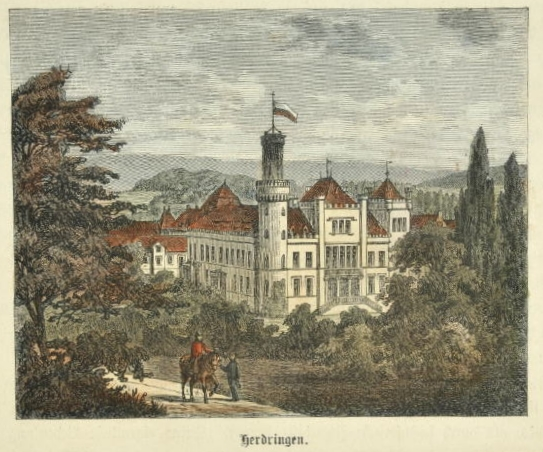
Le château de Herdringen

## Œuvres
- Église Saint-Apollinaire de Remagen
- Musée Wallraf Richartz (1851)
- Abbaye de Maria Laach (intervention en 1855)
- Mäuseturm de Bingen (intervention entre 1856–1858)
- Église réformée calviniste de Ronsdorf (1858)
- Synagoge de la Glockengasse, Cologne